# I sin kärlek rik och stor
I sin kärlek rik och stor är en sång med text av Mrs M. B. Slade, översatt till svenska 1891 av Theodor Janson och med musik komponerad av James Ramsey Murray.

## Publicerad i
- Hjärtesånger 1895 som nr 151 under rubriken "Hemlandssånger".
- Musik till Frälsningsarméns sångbok 1907 som nr 105.
- Frälsningsarméns sångbok 1929 som nr 466 under rubriken "De yttersta tingen och himmelen".
- Frälsningsarméns sångbok 1968 som nr 538 under rubriken "Evighetshoppet".
- Frälsningsarméns sångbok 1990 som nr 689 under rubriken "Framtiden och hoppet".